# Victor H. Elbern
Victor Heinrich Elbern (* 9. Juni 1918 in Düren; † 10. Juni 2016 in Berlin) war ein deutscher Kunsthistoriker und Verfasser zahlreicher Monografien und Aufsätze zur Beschreibung und Deutung sakraler Kunstwerke in ihrem historischen Kontext.

## Leben
Victor H. Elbern besuchte das humanistische Stiftische Gymnasium in Düren, danach studierte er 1937/38 katholische Theologie, Philosophie und Christliche Kunst in Bonn und 1938 bis 1940 an der Pontificia Università Gregoriana in Rom (Abschluss Bakk. phil.); in Rom lebte er im Pontificium Collegium Germanicum. Von 1940 bis 1946 leistete er Kriegsdienst bzw. war in Kriegsgefangenschaft als Dolmetscher amerikanischer und englischer Dienststellen. Anschließend studierte er 1946/47 in Bonn und 1947 bis 1950 in Zürich Kunstgeschichte. In Zürich wurde er 1950 promoviert, danach war er von 1950 bis 1954 Wissenschaftlicher Assistent an der Universität Bonn. 1954 wurde er Generalsekretär für die Ausstellungen in der Villa Hügel in Essen; von 1957 bis 1958 war er für die Ausstellung Ir Christi im Pavillon des Vatikans bei der Weltausstellung in Brüssel verantwortlich. 1958 bis 1960 war er Stipendiat der Arbeitsgemeinschaft Forschung des Landes Nordrhein-Westfalen in Düsseldorf.
Ab 1960 arbeitete er an der Frühchristlich-byzantinischen Abteilung der Staatlichen Museen zu Berlin in Berlin-Dahlem; 1967 wurde er Leiter der Sammlung. Daneben lehrte er von 1970 bis 1998 als Honorarprofessor an der Freien Universität Berlin. Er hatte Gastprofessuren inne an der Universität Tel Aviv (1979), Universität Zürich (1983) und der Hebräischen Universität Jerusalem (1983).
Elbern war seit 1952 verheiratet mit Theresia geb. Schager; aus der Ehe stammten drei Kinder, darunter der Althistoriker Stephan Elbern.

## Wirken
Sein Hauptforschungsgebiet war die Kunst des frühen Mittelalters, ferner die Kunst der Spätantike und von Byzanz. Seine Veröffentlichungen in verschiedenen Kunstbuchverlagen fanden bei einem breiten Publikum Resonanz. Er war wesentlich eingebunden in das Runological Colloquium Brunsvik (1998), ebenso in verschiedene Ausstellungen. Er war von 1982 bis 1993 Vorsitzender der Sektion Kunstgeschichte der Görres-Gesellschaft sowie Mitglied des Direktoriums des Jerusalemer Instituts der Görres-Gesellschaft von 1987 bis 1993.
Victor H. Elbern engagierte sich für zahlreiche Sozialprojekte im Heiligen Land und war Mitglied im Deutschen Verein vom Heiligen Lande. 1977 wurde er von Kardinal-Großmeister Maximilien de Fürstenberg zum Ritter des Ritterordens vom Heiligen Grab zu Jerusalem ernannt und am 14. Mai 1977 in Berlin durch Franz Hengsbach, Großprior des päpstlichen Ordens in Deutschland, investiert. Er war zuletzt Großoffizier des Ordens.

## Ehrungen und Auszeichnungen
- Ritter des belgischen Kronenordens (1958)
- korrespondierendes Mitglied der Société des antiquaires de l’Ouest (1961)
- Ritter vom Heiligen Grab (1977; Rangerhöhungen zum Offizier, 1991 Großoffizier)
- korrespondierendes Mitglied des Deutschen Archäologischen Instituts (1980)
- Komturkreuz des päpstlichen Gregoriusordens (1982)
- Verdienstkreuz am Bande des Verdienstordens der Bundesrepublik Deutschland (1983)
- Mitglied der Braunschweigischen Wissenschaftlichen Gesellschaft (1983)
- Mitglied der Accademia Nazionale dei Lincei in Rom (1988)
- Silberne Palme von Jerusalem (1998)

## Veröffentlichungen (Auswahl)
- Der karolingische Goldaltar von Mailand. Bonn 1952 (Dissertation).
- Der Münsterschatz von Essen. Kühlen, Mönchengladbach 1959.
- (Hrsg.): Das erste Jahrtausend. Kunst und Kultur im werdenden Abendland an Rhein und Ruhr. 3 Bände, Düsseldorfn1962–1964
- Der eucharistische Kelch im frühen Mittelalter. Deutscher Verein für Kunstwissenschaft, Berlin 1964.
- Die Kirchen in Werden. Essen-Werden 1964.
- mit Hans Reuther: St. Godehard zu Hildesheim. Bauwerk und Schatzkammer. Hildesheim 1969.
- Das Ikonenkabinett der Frühchristlich-Byzantinischen Sammlung. Gebr. Mann, Berlin 1979.
- Dom und Domschatz in Hildesheim. Langewiesche, Königstein i. T. 1979; 2. verbesserte Auflage 1991.
- Die Goldschmiedekunst im frühen Mittelalter. WBG, Darmstadt 1988, ISBN 3-534-03142-3.
- Fructus operis. Schnell und Steiner, Regensburg [gesammelte kleine Schriften, jeweils mit Schriftenverzeichnis]
  - Band 1: Kunstgeschichtliche Aufsätze aus fünf Jahrzehnten. 1998.
  - Band 2: Beiträge zur liturgischen Kunst des frühen Mittelalters. 2003.
  - Band 3: Ausgewählte kunsthistorische Schriften aus den Jahren 1961–2007. 2008.
  - Band 4: Dieser bestimmte eine Mensch. Autobiographie eines Kunsthistorikers. Zum 95. Geburtstag des Verfassers mit einem Nachdruck der Dissertation „Der karolingische Goldaltar von Mailand“, 2013.